# Ephesia parigilensis
Ephesia parigilensis är en fjärilsart som beskrevs av Kardakoff 1937. Ephesia parigilensis ingår i släktet Ephesia och familjen nattflyn. Inga underarter finns listade i Catalogue of Life.